# گالینا ماکارووا
گالینا کلیمنتونا ماکارووا (بلاروسی: Галіна Кліменцьеўна Макарава؛ ‏ ۲۷ دسامبر ۱۹۱۹ – ۲۸ سپتامبر ۱۹۹۳) بازیگر اهل بلاروس بود.
از فیلم‌هایی که وی در آن‌ها نقش داشته‌است، می‌توان به زیبا و ثروتمند بودن بهتر است اشاره نمود.
وی همچنین برندهٔ جوایزی همچون جایزه هنرمند مردمی اتحاد جماهیر شوروی، نشان لنین، مدال کارگر ممتاز و نشان پرچم سرخ کار شده‌است.